# Euroschlüssel

Euroschlüssel zu einem Behinderten-WC in Dresden, rechts das Schlüsselloch

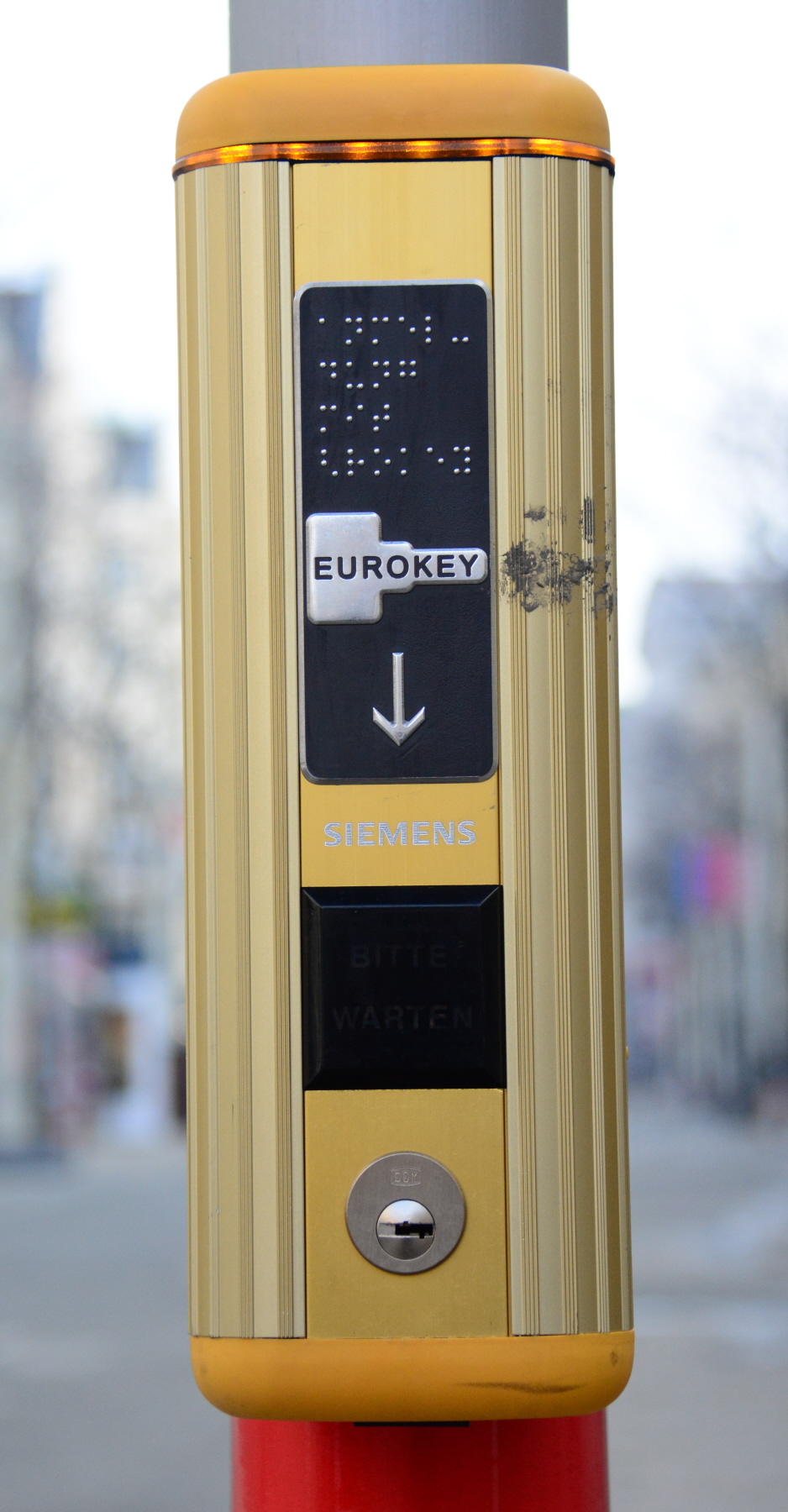
Mit dem Euroschlüssel schaltbare Ampel in Wien

Der Euroschlüssel ist ein 1986 vom CBF – Club Behinderter und ihrer Freunde in Darmstadt und Umgebung e. V. – in vielen (primär deutschsprachigen) Ländern eingeführtes Schließsystem, welches körperlich beeinträchtigten Menschen ermöglicht, mit einem Einheitsschlüssel selbständig und kostenlos Zugang zu behindertengerechten sanitären Anlagen und Einrichtungen zu erhalten, z. B. an Autobahn- und Bahnhofstoiletten, aber auch für öffentliche Toiletten in Fußgängerzonen, Museen oder Behörden (dort auch teilweise in speziellen Aufzügen zur Wahrung der Barrierefreiheit). Das System wird in einigen Ländern Europas, jedoch vorwiegend in Deutschland, Österreich und der Schweiz angewendet. In Großbritannien dagegen ist ein 'RADAR-key' bei Gemeindeverwaltungen kostenlos erhältlich. Der CBF nennt in seinem Verzeichnis „Der Locus 2022“ von 2022 12.000 Toilettenstandorte. Ein vollständiges Verzeichnis existiert nicht.

## Beschreibung
Der Euroschlüssel ist ein Wendeschlüssel, dessen Heft (Schaft) gleich angeordnete Kerbungen und Muldenbohrungen aufweist und deshalb beidseitig um seine Längsachse gedreht in das Schloss eingeführt werden kann.
Auf dem Logo wird jedoch wegen der besseren Erkennbarkeit meist ein Zylinderschlüssel mit Einkerbungen gezeigt.
Er wird in Deutschland u. a. vom BSK e. V. und vom Club Behinderter und ihrer Freunde (CBF Darmstadt) verkauft. Eine zeitliche Beschränkung gibt es nicht. Um Missbrauch zu verhindern, ist jedoch die Beeinträchtigung bei der Bestellung durch einen Schwerbehindertenausweis nachzuweisen. Ein Euroschlüssel ist u. a. im Fall von Blindheit, schwerer Gehbehinderung, als Rollstuhlfahrer, mit einem Grad der Behinderung ab 70 und dem Merkzeichen G (oder mit den Merkzeichen aG, B, H, oder BL), bei Multiple Sklerose, chronisch-entzündlichen Darmerkrankungen sowie als Stomaträger und bei sonstigen chronischen Blasen- und Darmleiden erhältlich.
Bauherren können bereits bei Planung und Bau ihrer sanitären Anlagen die einheitlichen Schließzylinder erwerben. Weitere Informationen hierzu hält ebenfalls der CBF Darmstadt bereit.
Andere Bezeichnungen sind EURO-Behinderten-WC-Schlüssel und Euro WC-Schlüssel.
Er wird auch gelegentlich für den Zugang zu Ruheräumen für Behinderte oder Aufzugsystemen eingesetzt. Wickelräume sind mit ihm ebenfalls erreichbar.

## Standorte
Eine Liste der gemeldeten Anlagen, die mit dem Euroschlüssel benutzt werden können, erscheint unter dem kostenpflichtigen Titel „Der Locus“ (ISBN 978-3-00-054040-0).
Die fünfte Auflage von 2017 verzeichnet 12.000 Standorte von Behindertentoiletten.
Die sechste Auflage erschien im Jahre 2022 mit dem Titel „Der Locus 2022“.
Das in Dünndruck im Format  10,5 × 20 cm erschienene Verzeichnis enthält auf 640 Seiten über 12.000 Standorte von Behindertentoiletten in Deutschland, Österreich und der Schweiz.
Ergänzende Listen halten die nationalen Betreiber des Systems vor.
Im Vereinigten Königreich gibt es mit dem Radar NKS Key einen ähnlichen Ansatz mit einem anderen Schlüssel. NKS steht dort für National Key Scheme. Auch dieser Schlüssel ist für bestimmte Gruppen von Behinderten vorgesehen, darunter Rollstuhlbenutzer und Stomapatienten. Es gibt mehr als 9.000 mit diesem System ausgestattete Anlagen.

### Deutschland
- Homepage des CBF Darmstadt e. V.
- Geschichte des Euroschlüssels bei cbf-da.de
- Informationen zum Euroschlüssel von Seh-Netz e. V.
- Offizieller Euro-WC-Schlüssel beim BSK e. V.
- Der Euroschlüssel (Webauftritt des Herstellers)

### Österreich
- Österreichischer Behindertenrat[13]

### Schweiz
- Eurokey Schweiz die Schweizer Website (deutsch, französisch, englisch)

### Niederlande
- Eurosleutel Nederland

### Tschechien
- Helo Euroklíč

### Slowakei
- Eurokluc - Verzeichnis für die Slowakei

## Publikationen
- Der Locus. Der richtige Weg, by CBF Darmstadt - Club Behinderter und Ihrer Freunde in Darmstadt und Umgebung 2011, ISBN  978-3-00-021877-4.